# Gardner Pinnacles

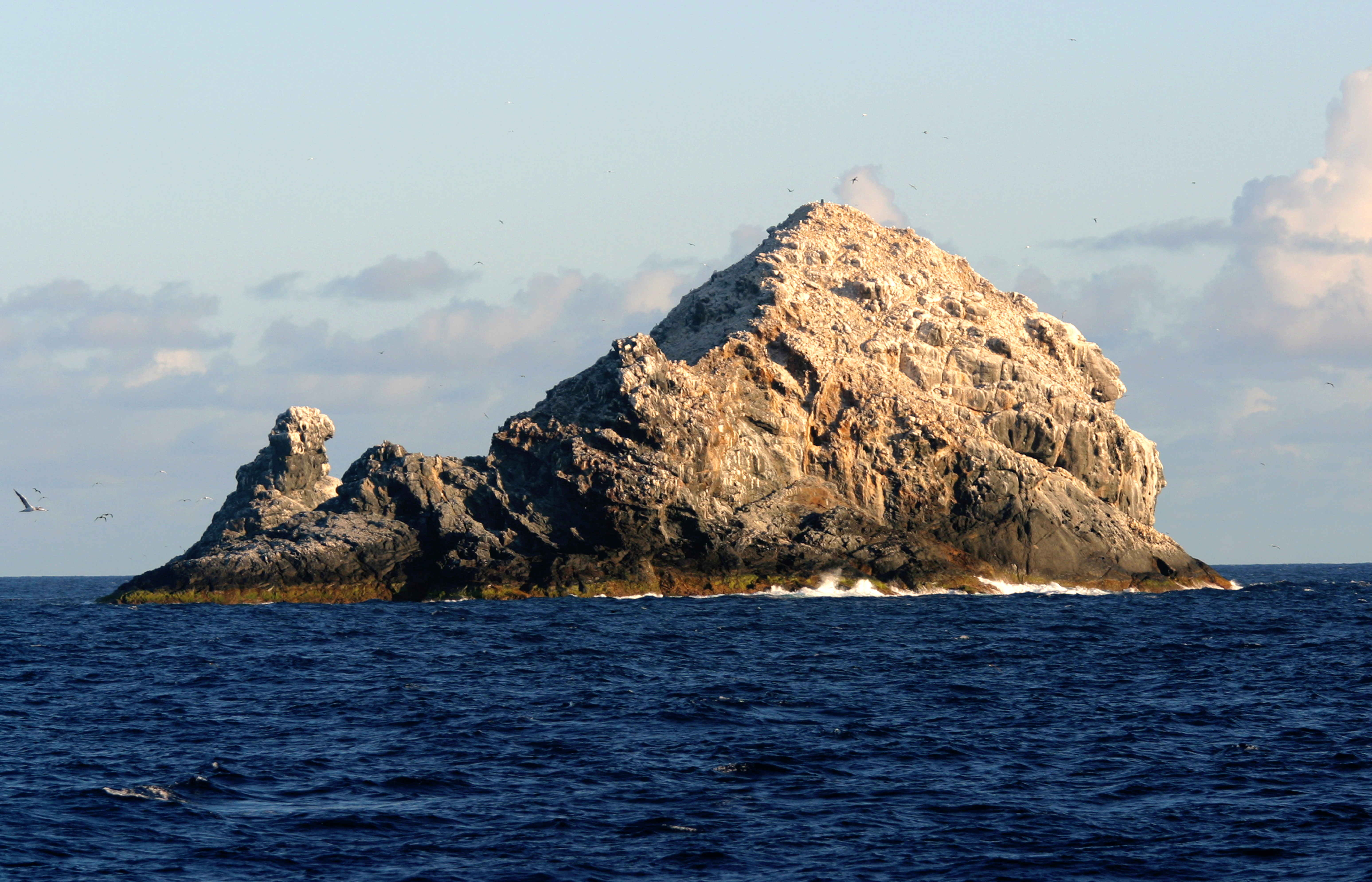
I Gardner Pinnacles ricoperti di guano

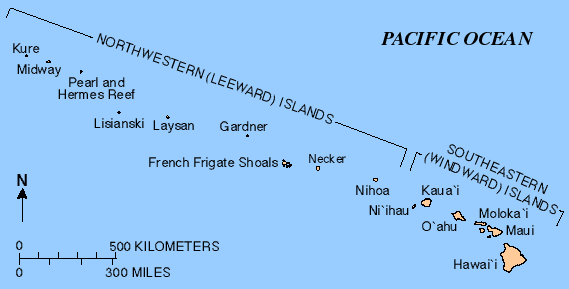
Mappa che mostra la localizzazione dei Gardner Pinnacles nell'arcipelago delle Hawaii

I Gardner Pinnacles(in lingua hawaiiana: Pūhāhonu) sono due spogli affioramenti rocciosi circondati da una scogliera facenti parte delle Isole Hawaii Nordoccidentali, con coordinate: 24°59′56″N 167°59′58″W.
Si trovano a 511 miglia nautiche (946 km; 588 mi) a nordovest di Honolulu e 108 miglia (94 nmi; 174 km) dalle French Frigate Shoals. L'area totale dei due piccoli isolotti, ciò che resta di un antico vulcano, è di 24 030 m² (5,939 acri). Il punto più alto raggiunge i 52 metri (170 piedi). La scogliera circostante ha un'area, misurata per eccesso, di 2,42811 km² (0,937500 mi² o 600,000 acri).
I Gardner Pinnacles furono scoperti per la prima volta il 2 giugno 1820 dalla baleniera Americana Maro guidata dal capitano Joseph Allen.
I Gardner Pinnacles sono casa di alcune specie di pesce che non si trovano in nessuna delle altre isole Hawaii Nordoccidentali, e presentano più specie di corallo rispetto alle vicine isole di Necker e Nihoa. Sugli isolotti vivono numerosi insetti e alcune ricerche sostengono che siano state trovate due nuove specie di ragni.
Poiché sono parte di rifugio naturale, l'accesso ai Gardner Pinnacles è vietato anche ai militari, i quali fecero tuttavia un atterraggio non autorizzato nel 1961-62 e fecero saltare in aria la cima dell'affioramento per creare un eliporto di emergenza per il progetto hawaiano HIRAN, un tentativo di determinare l'esatta posizione delle isole a scopo di navigazione. Ad oggi la cima non è ancora stata riparata e i detriti dell'esplosione possono essere trovati sparpagliati su tutta l'area. Le più vicine barriere/isole sono le French Frigate Shoals a sudest, e il Maro Reef a nordovest.